# Hans Lindgren
Hans Olov Lindgren (født 6. januar 1932, død 2. november 2012) var en svensk skuespiller, der havde sin debut som 10-årig i 1942. Han medvirkede i mere end 40 film- og tv-produktioner, ligesom han også var instruktør og producer på enkelte film. Lindgren var desuden aktiv som tegnefilmsdubber.
På teaterscenen spillede Hans Lindgren for det meste i dramaer, komedier, farcer, musicals og revyer. I løbet af sin karriere optrådte han eksempelvis på Cirkus Stockholm og Oscarsteatern.
Lindgren giftede sig i 1960 med Harriet Engström, der døde i 2007. Parret fik et barn sammen.

## Udvalgt filmografi
Skuespiller
- Vi kommer med musik! (1942, ukrediteret)
- Når ungdommen vågner (1943)
- Bag skyen er himlen blå (1944)
- Fortiden hævner (1944)
- Rendestensunger (1944)
- Børnene fra Frostmofjældet (1945)
- Landevejsunger (1950, ukrediteret)
- En tilfældig pige (1952)
- Bror min och jag (1953)
- Niklasons (tv-serie, 1965)
- Jeg - en marki (1967)
- Pigen Fanny (1968)
- Pippi Langstrømpe (tv-serie, 1969, kun stemme)
- Emil fra Lønneberg (1971, kun stemme)
- Nye løjer med Emil fra Lønneberg (1972, kun stemme)
- Rendestensunger (1974)
- Pelle Haleløs i Amerikat (animationsfilm, 1985)
- Hud (1986)
- Rederiet (tv-serie, 1992-2000)

Instruktør
- Pøbel (1978)
- Nedtur (1980)

Produktionsleder
- Obos og byen (kortfilm, 1971)
- Når naturen kalder (1972)
- Bobbys krig (1974)
- Ransom (1974)
- Hustruer (1975)
- Arven (1979)
- For Tors skyld (1982)
- Piraterne (1983)
- Lars i porten (1984)
- Sig det med blomster, Herman (1985)
- Farligt venskab (1995)